# Dirk Richter

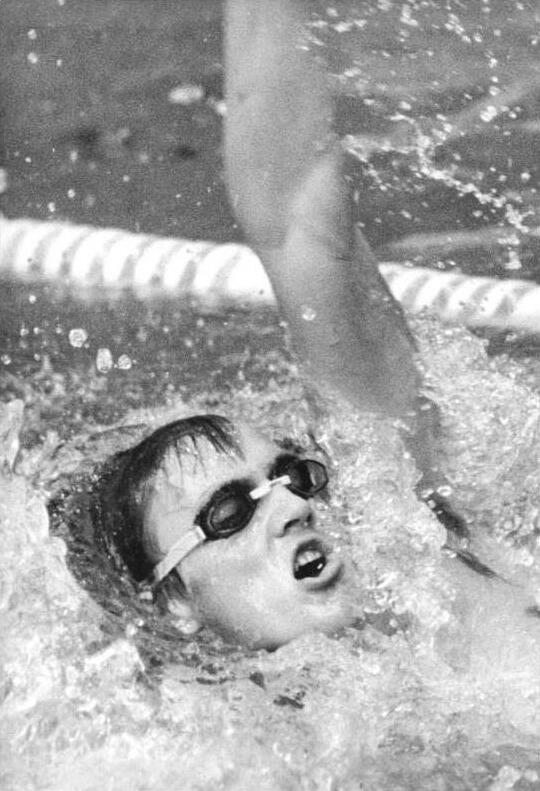
Dirk Richter (1984)

Dirk Richter (* 12. September 1964 in Cottbus) ist ein ehemaliger deutscher Schwimmer des SC Einheit Dresden, der für die DDR und später auch für die gesamtdeutsche Mannschaft antrat.
Ursprünglich wollte er Fußballspieler werden, doch seine Eltern entschieden, dass er aufgrund der geringeren Verletzungsgefahr Schwimmer werden sollte. Seine ersten internationalen Auftritte hatte er 1981 bei den Europameisterschaften, wo er nur mit der 4-mal-100-Meter-Lagenstaffel die Bronzemedaille gewann.
Seinen ersten großen Titel errang er bei den Weltmeisterschaften 1982 in Guayaquil, als er in Europarekordzeit Weltmeister über 100 Meter Rücken wurde.
1983 konnte er auf der gleichen Strecke auch Europameister werden. Mit der DDR-4-mal-200-Meter-Freistilstaffel gewann er die Silber- und mit den 4-mal-100-Meter-Freistil- und Lagenstaffeln gewann er die Bronzemedaille.
Weitere Einzeltitel kamen später nicht mehr hinzu, ein Grund dafür war auch der Olympiaboykott der DDR bei den Olympischen Spielen 1984 in Los Angeles. Lediglich mit der Staffel über 4 × 200 Meter Freistil wurde er 1986 in Madrid Welt- und mit der Lagenstaffel über 4 × 100 Meter wurde er 1987 Europameister.
1985 bei den Europameisterschaften gewann Richter drei Silbermedaillen über 100 Meter Rücken und über 4 × 100 Meter Freistil, bzw. 4 × 100 Meter Lagen.
Bei den Weltmeisterschaften 1986 wurde er außerdem noch Vizeweltmeister über 100 Meter Rücken und mit der 4-mal-100-Meter-Freistilstaffel. 1987 konnte er neben seinem Titelgewinn mit der Freistilstaffel, außerdem noch die Bronzemedaille über 100 Meter Freistil gewinnen.
Bei den darauf folgenden Olympischen Spielen 1988 und 1992 konnte er jeweils Bronze mit der 4-mal-100-Meter-Freistilstaffel gewinnen.
So wie auch bei den Olympischen Spielen in Barcelona schwamm er 1991, bei der Europameisterschaft in Athen, bereits für die gesamtdeutsche Mannschaft. Dort wurde er drei Mal Vizeeuropameister über 100 Meter und 200 Meter Rücken sowie mit der 4-mal-100-Meter-Freistilstaffel.
Richter beendete seine Schwimmkarriere im Jahr 1992. In der DDR wurde er mehrmals mit dem Vaterländischen Verdienstorden ausgezeichnet. 1984 erhielt er diesen Orden in Gold. Außerdem wurde er 1986 mit dem Stern der Völkerfreundschaft in Silber geehrt.